# 林道塚線
林道塚線（りんどうつかせん）は、福井県南条郡南越前町（旧今庄町）と岐阜県揖斐郡揖斐川町（旧徳山村）を結ぶ林道である。

## 概要
- 起点：福井県南条郡南越前町瀬戸
- 終点：岐阜県揖斐郡揖斐川町塚

福井県南条郡南越前町から岐阜県に入ることの出来る唯一の道であり、福井県と岐阜県を繋ぐ道路の中で最も西にある舗装道路となっている。終点附近は林道冠山線と重複しており、終点で国道417号岐阜県側の端点に接続している。
2008年に竣工した徳山ダムにより、一部区間がダム湖（徳山湖）に水没するため、道路の付け替えが行われた。

## 道路状況
南越前町（旧今庄町）側に数100mのダートを残すものの、他は全区間においてアスファルト舗装が完了している。さらに県境の高倉峠は大変見晴らしが良く、道路路線地図でも取り上げられているため、ここを目的としたツーリングやドライブをする人の姿が多く見られる林道である。

## 接続路線
- 国道476号（起点）
- 国道417号（終点）
- 林道冠山線（重複・終点）

## 通過する峠
- 高倉峠